# Castanea (Pensilvânia)
Castanea é uma Região censo-designada localizada no estado norte-americano de Pensilvânia, no Condado de Clinton.

## Demografia
Segundo o censo norte-americano de 2000, a sua população era de 1189 habitantes.

## Geografia
De acordo com o United States Census Bureau tem uma área de
3,6 km², dos quais 3,5 km² cobertos por terra e 0,1 km² cobertos por água.

## Localidades na vizinhança
O diagrama seguinte representa as localidades num raio de 12 km ao redor de Castanea.